# Linda Teuteberg

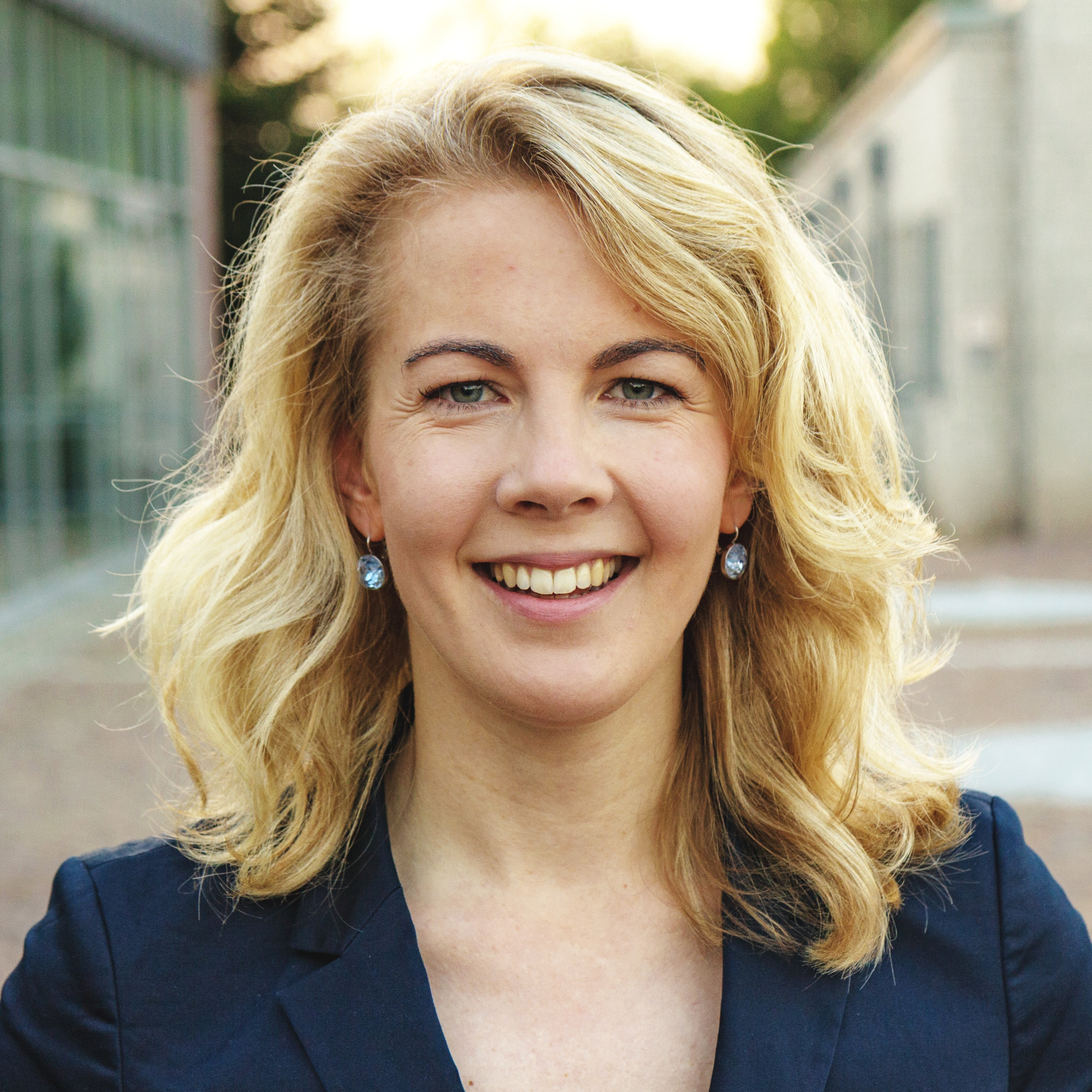
Linda Teuteberg, 2018

Linda Teuteberg (* 22. April 1981 als Linda Merschin in Königs Wusterhausen) ist eine deutsche Rechtsanwältin und Politikerin (FDP). Von 2017 bis 2025 war sie Mitglied des Deutschen Bundestages. Teuteberg ist gewähltes Mitglied des FDP-Bundesvorstandes. Von 2009 bis 2014 gehörte sie dem Landtag von Brandenburg an. Sie war von April 2019 bis September 2020 FDP-Generalsekretärin und von 2019 bis 2021 Vorsitzende der FDP Brandenburg.

## Ausbildung und Beruf
Linda Teuteberg wuchs in Görsdorf bei Storkow als Tochter einer Lehrerin und eines Ingenieurs auf. Ihr Abitur absolvierte sie am Katholischen Gymnasium Bernhardinum in Fürstenwalde/Spree.
Sie studierte als Stipendiatin der Studienstiftung des deutschen Volkes Rechtswissenschaften und Volkswirtschaftslehre an der Universität Potsdam und schloss das Studium mit dem Ersten juristischen Staatsexamen ab. Während und nach dem Studium arbeitete sie als studentische und wissenschaftliche Mitarbeiterin an Lehrstühlen für Öffentliches Recht sowie für Strafrecht der Universität Potsdam. Für eine rechtsphilosophische Arbeit zur Thematik „gerechtes Steuersystem“ wurde sie 2003 mit dem ersten Preis beim Studierendenwettbewerb des Bundesinnenministeriums in der Kategorie Wissenschaftliche Ausarbeitung und mit dem Wilhelm-von-Humboldt-Preis von der Vereinigung zur Förderung der Rechtsphilosophie e. V. in Potsdam geehrt.
Teuteberg absolvierte den juristischen Vorbereitungsdienst beim Kammergericht in Berlin und legte 2013 das Assessorexamen ab. Sie war im Bundesministerium für Bildung und Forschung beschäftigt und ist als Rechtsanwältin zugelassen.
Seit Februar 2022 ist Teuteberg Mitglied im Beirat von ProSiebenSat.1 Media.

## Politik

### Partei
Teuteberg trat 1998 den Jungen Liberalen und im Jahr 2000 der FDP bei.
Sie war Spitzenkandidatin der Jungen Liberalen Brandenburg zur Landtagswahl 2009 und Landtagskandidatin der FDP Brandenburg (Platz 2 der Landesliste) im Wahlkreis Potsdam I. Sie war stellvertretende Landesvorsitzende der Jungen Liberalen in Brandenburg und 2000/2001 Mitglied des Bundesvorstands des Jungen Liberalen. Von 2009 bis 2013 war sie Mitglied des Landesvorstands der FDP Brandenburg, zuletzt als stellvertretende Vorsitzende.
Teuteberg ist seit 2011 Mitglied des Bundesvorstandes der FDP. Trotz kritischer Stimmen einzelner Vertreter ihres Landesverbandes wählte der Bundesparteitag im März 2013 Teuteberg, die sich ohne Votum des Landesverbandes zur Wahl gestellt hatte und vom Vorsitzenden der FDP-Fraktion im Schleswig-Holsteinischen Landtag Wolfgang Kubicki vorgeschlagen worden war, erneut in den Bundesvorstand. Die Landespartei hatte für die Position den Brandenburger Fraktionschef Andreas Büttner vorgesehen, der mit einem Stimmenanteil von 23,56 bzw. 20,52 % der Stimmen in zwei Wahlgängen auf dem Bundesparteitag den Einzug in das Gremium verfehlte.
Am 17. April 2019 wurde sie vom FDP-Vorsitzenden Christian Lindner als Nachfolgerin für Nicola Beer für das Amt der FDP-Generalsekretärin vorgeschlagen. Am 26. April 2019 wurde sie auf dem 70. ordentlichen FDP-Bundesparteitag mit 92,8 % zur Generalsekretärin gewählt.
Am 17. August 2020 teilte Lindner mit, dass Volker Wissing, Wirtschaftsminister im Kabinett Dreyer II (Rheinland-Pfalz), auf dem wegen der COVID-19-Pandemie in den September verschobenen FDP-Bundesparteitag 2020 zum neuen FDP-Generalsekretär gewählt werden soll. Mit der Wahl Wissings endete Teutebergs Amtszeit als Generalsekretärin.
Teuteberg ist Vorsitzende des FDP-Kreisverbandes Potsdam.
Im Februar 2013 gewann Linda Teuteberg bei Stefan Raabs Polit-Talkshow Absolute Mehrheit mit fast 40 % der Zuschauerstimmen. 2019 erhielt Teuteberg als „Aufsteigerin des Jahres“ den vom Magazin Politik & Kommunikation vergebenen Politikaward. Die Laudatio hielt Jörg Thadeusz.

### Mandate

#### Landtagsmandat (2009–2014)
Teuteberg wurde am 27. September 2009 über die Landesliste in den Brandenburger Landtag gewählt. Im Wahlkampf erhielt sie Unterstützung u. a. von Hans-Dietrich Genscher.
Teuteberg war im Landtag Mitglied des Rechtsausschusses, des Richterwahlausschusses und der Enquete-Kommission „Aufarbeitung der Geschichte und Bewältigung von Folgen der SED-Diktatur und des Übergangs in einen demokratischen Rechtsstaat im Land Brandenburg“, ferner stellvertretendes Mitglied der Landtagsausschüsse für Haushalt und Finanzen, für Wirtschaft und für Europaangelegenheiten und Entwicklungspolitik. Teuteberg war rechts- und medienpolitische Sprecherin ihrer Fraktion.
Als Teuteberg sich im Herbst 2012 auf das zweite juristische Staatsexamen vorbereitete, behauptete FDP-Landeschef Gregor Beyer, Teuteberg komme ihren Pflichten als Abgeordnete in zeitlich zu geringem Maße nach. Teuteberg wies die Anschuldigungen zurück und erhielt Unterstützung von Fraktionskollegen: Teuteberg habe in der Fraktion „bis in die Einzelheiten“ alles abgesprochen. Die Potsdamer Neuesten Nachrichten sprachen von „ehrabschneidenden“ Anschuldigungen und bezeichneten Beyer als „Diffamierer“. Zur Landtagswahl 2014 trat sie nicht erneut an.
Teuteberg war Mitglied der 15. Bundesversammlung, die am 18. März 2012 zusammentrat.

#### Bundestagsmandat (ab 2017)

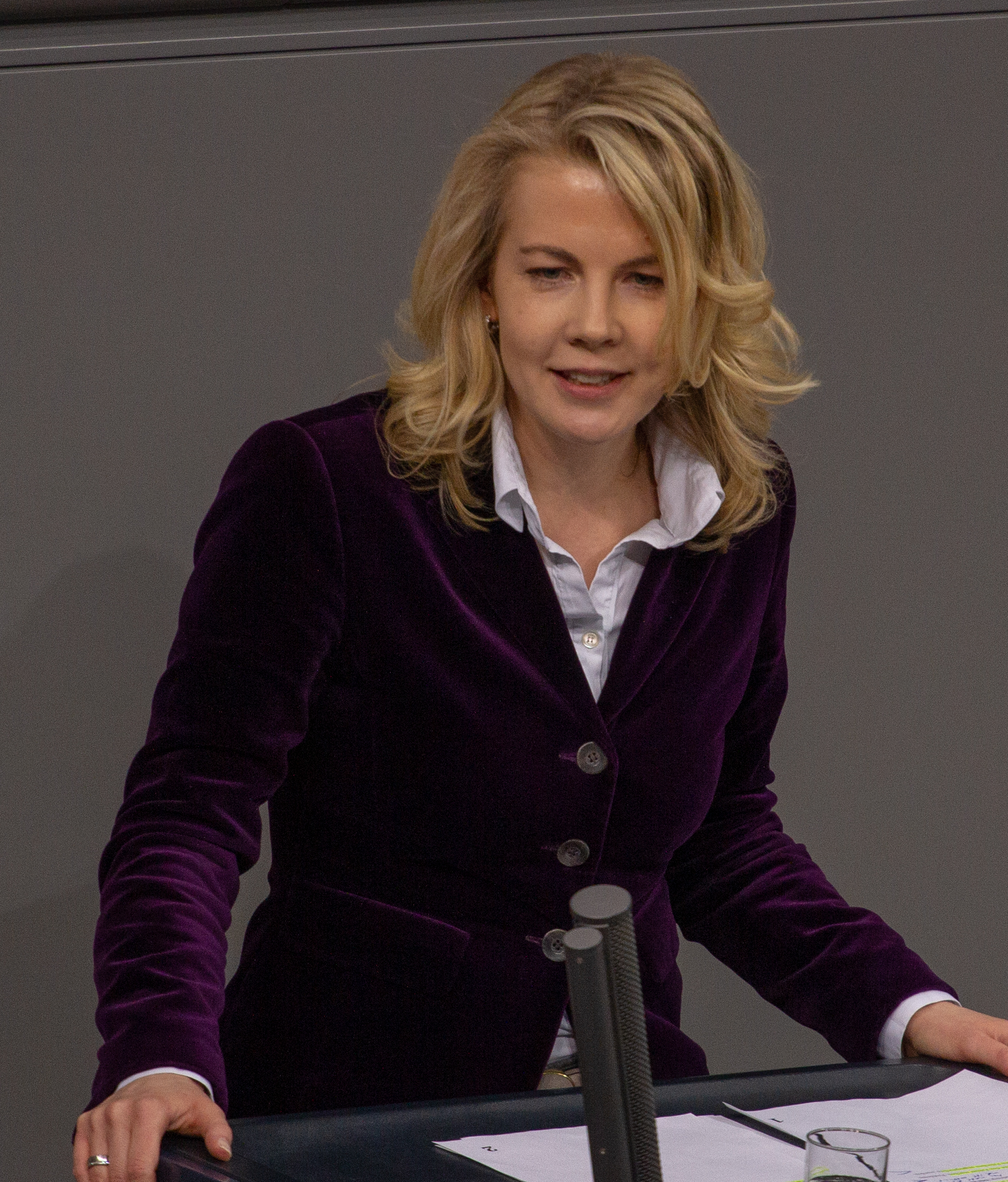
Linda Teuteberg im April 2019 im Deutschen Bundestag

Im November 2016 wurde Linda Teuteberg auf einem Landesparteitag zur Spitzenkandidatin der brandenburgischen FDP für die Bundestagswahl 2017 gewählt. Mit 57 Prozent der Delegiertenstimmen setzte sie sich gegen ihren Mitbewerber Axel Graf Bülow durch. In Brandenburg erzielte die FDP 7,1 % der Zweitstimmen, in Teutebergs Wahlkreis 9,2 %; Teuteberg erhielt 7,5 % der Erststimmen.
Auf der Landesvertreterversammlung im März 2021 wählte die FDP Brandenburg Teuteberg erneut zur Spitzenkandidatin für die Bundestagswahl 2021 auf Platz 1 der Brandenburger Landesliste. Dabei setzte sie sich gegen den Eberswalder Bürgermeister Friedhelm Boginski durch. Teuteberg kandidierte wiederum im Bundestagswahlkreis Potsdam – Potsdam-Mittelmark II – Teltow-Fläming II. Dort erzielte die FDP 10,7 % der Zweitstimmen und damit 1,5 % mehr als bei der vorherigen Bundestagswahl und 1,4 % mehr als im Landesschnitt. Teuteberg zog über die Landesliste der FDP Brandenburg in den Bundestag ein. Unter Teutebergs Führung erzielte der FDP-Landesverband bei der Bundestagswahl 2021 mit 9,3 % der Zweitstimmen sein bisher zweitbestes Ergebnis nach 9,34 % 2009 und lag noch vor Bündnis 90/Die Grünen und Die Linke. Der Landesverband konnte damit gegenüber der Bundestagswahl 2017 sein Ergebnis um 2,2 % steigern.
Bei der Bundestagswahl 2025 trat sie erneut als Spitzenkandidatin der FDP Brandenburg an. Die FDP erreichte jedoch nur noch 3,25 % der abgegebenen gültigen Stimmen im Land Brandenburg und scheiterte auch bundesweit an der Fünf-Prozent-Hürde.
Teuteberg war Mitglied des Innenausschusses des Bundestages und stellvertretendes Mitglied des Haushaltsausschusses. Von 2018 bis 2020 war sie Obfrau im Ausschuss für Inneres und Heimat und Vorsitzende der Arbeitsgruppe Innenpolitik der Fraktion der Freien Demokraten. Von 2018 bis 2021 war sie Sprecherin ihrer Fraktion für Migration.

## Politische Positionen
Teutebergs Fachgebiete sind die Ordnungs- und Finanzpolitik sowie die Innen- und Rechtspolitik.
Schwerpunkte von Teutebergs politischem Wirken sind daneben die Aufarbeitung der SED-Diktatur, die Wiedergutmachung des in der DDR verursachten Unrechts und das Eintreten für eine liberale Wirtschaftspolitik. Teuteberg hat sich 2011 dagegen ausgesprochen, dass Kommunalbetriebe noch stärker in Konkurrenz zu Privatunternehmen treten und sich nahezu uneingeschränkt wirtschaftlich betätigen können. Teuteberg setzte sich 2010 für die Universität Potsdam ein, die nach Planungen der brandenburgischen Landesregierung die juristische Fakultät verlieren sollte. Sie engagierte sich 2010 dafür, das Wahlalter auf 16 Jahre herabzusetzen, und erarbeitete entsprechende Gesetzentwürfe.
Im September 2022 stimmte sie als eine von sieben Abgeordneten der FDP-Fraktion im Bundestag gegen eine Neufassung des Infektionsschutzgesetzes der Ampel-Koalition.
Im Oktober 2024 stimmte sie als eine von zwei FDP-Abgeordneten für den Antrag der Unionsfraktion, Menschen an deutschen Außengrenzen zurückzuweisen. Der Antrag erhielt dennoch keine Mehrheit.
Teuteberg sprach sich mehrmals für Solidarität mit Israels Vorgehensweise nach dem Anschlag der Hamas am 7. Oktober 2023 aus. Genozid-Vorwürfe bezeichnete sie als „perfide und primitive Täter-Opfer-Umkehr“.

## Soziales Engagement
Teuteberg ist stellvertretende Vorsitzende des Vereins Gegen Vergessen – Für Demokratie, dessen Ziel die Stärkung der Demokratie und die Auseinandersetzung mit den nationalsozialistischen Verbrechen und dem Unrecht des SED-Regimes ist, sowie stellvertretende Vorsitzende der Deutschen Gesellschaft, eines Vereins zur Förderung politischer, kultureller und sozialer Beziehungen in Europa.
Teuteberg ist Mitglied der Ludwig-Erhard-Stiftung. Im November 2020 wurde sie zur stellvertretenden Vorsitzenden der Stiftung gewählt.
Die Landessynode der Evangelischen Kirche Berlin-Brandenburg-schlesische Oberlausitz wählte Teuteberg 2021 zum Mitglied der bundesweiten Synode der Evangelischen Kirche in Deutschland.
Seit Mai 2022 ist Teuteberg Mitglied der Kommission Bildung und Demokratie der Gemeinnützigen Hertie-Stiftung.
Teuteberg ist Mitglied der Kuratorien des SC Potsdam und der Karl-Hamann-Stiftung. Ferner war sie Mitglied des Beirats der Anlauf- und Beratungsstelle des Landes Brandenburg für ehemalige Heimkinder der DDR.

## Privates
Teuteberg ist mit dem Betriebswirt Björn Teuteberg verheiratet und evangelisch. Sie lebt gemeinsam mit ihrem Ehemann in Potsdam.

## Veröffentlichungen (Auswahl)
- Die wirtschaftliche Betätigung der Gemeinden. In: Kyrill-Alexander Schwarz et al. (Hrsg.): Kommunalrecht. Universitäts-Verlag, Potsdam 2004, ISBN 3-937786-17-1, S. 84–108.
- Daseinsvorsorge durch, nicht für kommunale Unternehmen? In: Landes- und Kommunalverwaltung. 2008, S. 150–154.
- mit Philipp Mützel: Notwendige Verbesserungen im strafrechtlichen Rehabilitierungsverfahren für Opfer des SED-Unrechts. In: Zeitschrift für Rechtspolitik. 2014, S. 145–149.